# Silma López

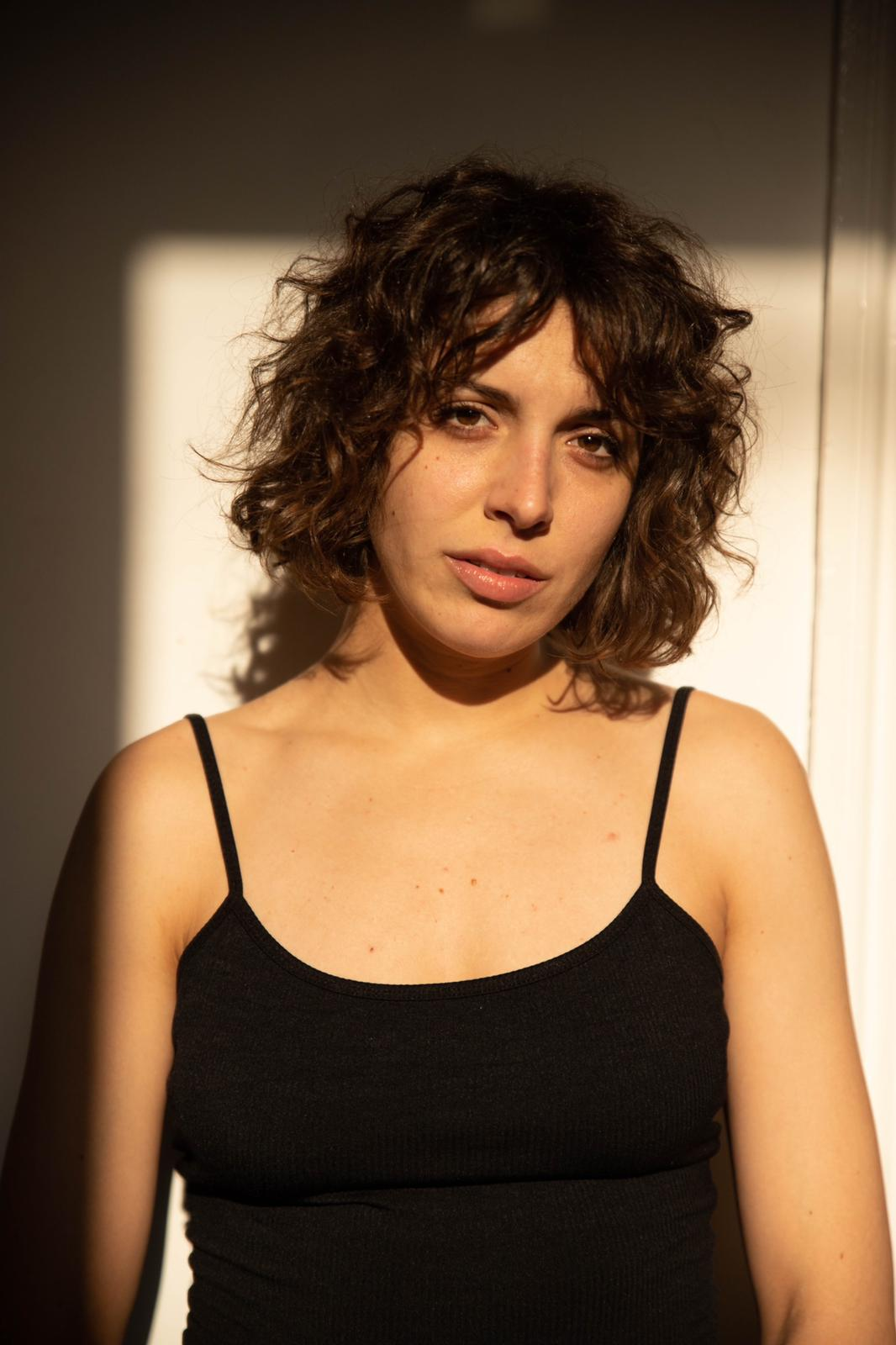
Silma López, 2020

Silma López (* 3. Juli 1991 in Madrid) ist eine spanische Schauspielerin.

## Biografie
Silma López wurde am 3. Juli 1991 in Madrid geboren. Ihr Debüt gab sie 2008 in der Fernsehserie Cosas de la vida. Im selben Jahr spielte sie in dem Film 8 citas mit. Anschließend trat sie 2011 in El último fin de semana auf. 2015 war López in dem Film Cuento de verano zu sehen. Außerdem bekam sie eine Rolle in ¿Qué te juegas?. Seit 2020 spielt López in der Netflixserie Valeria eine der Hauptrollen.

## Filmografie
Filme
- 2008: 8 citas
- 2011: El último fin de semana
- 2012: Buenas noches, dijo la Señorita Pájaro
- 2013: Crimen con vista al mar
- 2015: Cuento de verano
- 2019: ¿Qué te juegas?
- 2022: 13 exorcismos

Serien
- 2008–2010: Cosas de la vida
- 2016: Private Sales
- 2016: Centro médico
- 2020: #Luimelia
- 2020–2025: Valeria